# جانکارلو پولیدوری
جانکارلو پولیدوری (ایتالیایی: Giancarlo Polidori؛ زادهٔ ۳۰ اکتبر ۱۹۴۳) دوچرخه‌سوار اهل ایتالیا است.